# Parakeelya eremaea
Parakeelya eremaea är en källörtsväxtart som först beskrevs av Alfred James Ewart, och fick sitt nu gällande namn av M.A. Hershkovitz. Parakeelya eremaea ingår i släktet Parakeelya och familjen källörtsväxter. Inga underarter finns listade i Catalogue of Life.